# Куп СР Југославије у рагбију 1996.
Куп СР Југославије у рагбију 1996. је било 4. издање Купа Савезне Републике Југославије у рагбију. 
Трофеј је освојио Партизан..
| Освајач купа Југославије у рагбију 1996. |
| ---------------------------------------- |
| Рагби клуб Партизан 6. трофеј            |